# Linear Predictive Coding
Linear Predictive Coding (engl., LPC) ist ein Verfahren der Audiosignal- und Sprachverarbeitung, das u. a. für die Audiodatenkompression und Spracherkennung verwendet wird. Dabei wird ein vereinfachtes Modell des menschlichen Stimmtrakts gebildet, mit dem die Sprache synthetisiert werden kann. Damit kann ein Sprachsignal nur durch die Modellparameter und Erregungsmuster beschrieben werden. So fallen erheblich weniger Daten an als bei einer PCM-Repräsentation. Üblicherweise wird zusätzlich noch ein Fehlersignal übertragen, das die Differenz zwischen Modellvorhersage und Originalsignal beschreibt.
Das Modell des Stimmtraktes besteht oft aus einem Schwingungsgenerator, um die Stimmbänder bzw. den Kehlkopf nachzubilden, und einer einfachen Röhre als Repräsentation des nachgelagerten Vokaltrakts bzw. Artikulationsraums (Rachen, Mundraum). Der Schwingungsgenerator erzeugt eine regelmäßige Schwingung, die in ihrer Lautstärke und Tonhöhe moduliert werden kann. Die Röhre stellt den Resonanzraum von Rachen und Mundraum dar und dient im Falle einfacher Vokale üblicherweise als hinreichende Repräsentation. Dagegen würde die Darstellung von Nasallauten Abzweigungen von der Röhre (Nasenhöhle) erfordern, die mathematisch weitaus aufwändiger darzustellen wären. Daher werden diese Klanganteile teils verworfen, teils mit Hilfe eines Restsignales beschrieben.
Ein bekanntes Beispiel für die Nutzung von LPC für Audiodatenkompression ist CELP, welches das Restsignal mittels Codebüchern komprimiert. Das standardisierte Verfahren LPC-10e arbeitet ohne Codebücher und führt zu einer geringeren Bitrate auf Kosten der Klangqualität.